# Ann Hallenberg
Ann Gunilla Ulrika Hallenberg, född 17 mars 1967, är en svensk operasångerska (mezzosopran).
Hallenberg har studerat vid Musikhögskolan i Stockholm, där hon hade Kerstin Meyer och Erik Saedén som lärare. Efter att ha tagit examen fortsatte hon studera i London för Joy Mammen.
Hon är internationellt verksam och kanske mer känd utanför än i Sverige. Hon sjunger med förkärlek tidig musik som Händel, Vivaldi, Bach och Gluck men har även sjungit Mozart, Rossini, Bizet och Wagner. Hon gästar regelbundet scener som Teatro alla Scala i Milano, Teatro Carlo Felice i Genua, Opéra National i Paris, Opéra de Lyon, Opéra du Rhin Strasbourg, Bayerische Staatsoper München, Semperoper Dresden, Theater an der Wien, Netherlands Opera Amsterdam, Vlaamse Opera Antwerp, Staatsoper Stuttgart, Opéra Garnier Monaco och Opéra Montpellier. I Sverige har hon sjungit både på Folkoperan, Operan och på Drottningholmsteatern.
Det stora genombrottet kom när hon 2003 med kort varsel fick ersätta Cecilia Bartoli i Zürich som Piacere (Njutningen) i ett framförande av Händels oratorium Il trionfo del Tempo e del Disinganno (HWV46a). Hon sjöng samma roll på Emmanuelle Haïms firade skivinspelning från 2006 av detta oratorium jämte Nathalie Dessay, Sonia Prina och Pavol Breslik.
Hon sjunger regelbundet under dirigenter som Marc Minkowski, Riccardo Muti, Christophe Rousset, Alan Curtis, Emmanuelle Haïm, William Christie, Lothar Zagrosek, Philippe Herreweghe, Fabio Biondi, Federico Maria Sardelli, Ivor Bolton, Sir John Eliot Gardiner, Ottavio Dantone och Christopher Moulds.
Hennes cd- och dvd-inspelningar inkluderar operor och oratorier av Bach, Händel, Vivaldi, Scarlatti, Mozart, Gluck, Haydn, Mendelssohn och Daniel Börtz.

## Priser och utmärkelser
- 2017: Litteris et Artibus[1]
- 2018: Västra Götalandsregionens kulturpris[2]
- 2019: Operapriset[3]
- 2021: Hovsångare